# Suparna Airlines
Suparna Airlines bekend in het Chinees als Jinpeng (金鹏航空), (voorheen Yangtze River Express Airlines Company Limited) is een Chinese luchtvrachtmaatschappij met haar thuisbasis in Shanghai.

## Geschiedenis
Yangtze River Express is opgericht in 2001 door Hainan Airlines als een vrachtdochter. In 2005 nam Air China een aandeel van 25% terwijl Taiwanese maatschappijen circa 40% in handen hebben.

## Bestemmingen
De maatschappij voert lijnvluchten uit naar: 
- Amsterdam, Anchorage, Bangkok, Brussels Airport, Dhaka, Los Angeles, Luzon, Manilla, Seoel, Shenzhen, Shanghai.

## Vloot
De vloot bestaat uit: (juli 2016)
- 3 Boeing 747-400
- 15 Boeing 737-300
- 3 Boeing 737-400
- 3 Boeing 737-800